# Погребной, Анатолий Григорьевич
Анатолий Григорьевич Погри́бный (1942—2007) — советский и украинский литературовед, писатель, критик и публицист, политический, культурный и общественный деятель.

## Биография
Родился 3 января 1942 года во временно оккупированном нацистами селе Мочалище (ныне Бобровицкий район, Черниговская область, Украина). Академик, доктор филологических наук, профессор (1984). Первый заместитель Министра образования Украины, заместитель Главы Комиссии Украины по делам ЮНЕСКО (1992-1994). Советник Премьер-министра Украины (1999—2001).
Его отец Григорий Федотович Погребной погиб на фронте. Мать сельская учительница — София Петровна Зимбалевская.
Основатель и председатель Всеукраинского педагогического общества им. Григория Ващенко.
Умер 9 октября 2007 года после вечернего выпуска новостей. Похоронен в Киеве на Байковом кладбище (участок № 33).

## Политическая и общественная деятельность
В 1990-х был депутатом Киевского городского совета народных депутатов, кандидатом на должность Киевского городского головы от демократических сил (1990—1995).
Член Национального совета Демократической партии Украины (1992—1996).
В 1992—1994 годах работал на должности первого заместителя министра образования Украины.
С 1994 года — заместитель председателя НСПУ.
С 1999 года — член Центрального совета Украинской республиканской партии «Собор».
В 2003 году избран Председателем Киевской городской организации НСПУ.
В 1998 году — кандидат в народные депутаты Украины от избирательного блока партий «Национальный фронт», в 2006 году — от Блока «Наша Украина».
Член президиума Национального совета Конгресса украинской интеллигенции, Глава Комиссии по вопросам украинского языка (с февраля 1996 года); член Совета по вопросам языковой политики при Президенте Украины (1998—2001). Член Украинского всемирного координационного совета (с 1997 года).
Академик Академии наук высшей школы Украины (1996), Академии оригинальных. идей (1993), Украинской свободной академии наук (с 1999 года, США). Действительный член Научного общества имени Т. Г. Шевченко (с 1998 года).
Член Национального союза писателей Украины (с 1984 года). Входил в организационных комитетов-учредителей: Народного Руха Украины, Общества украинского языка им. Т. Г. Шевченко «Просвита», Демократической партии Украины, Конгресса украинской интеллигенции.
Владел английским, сербским и хорватским языками. Профессор, декан факультета украинистики Украинского свободного университета (Мюнхен, Германия). Ведущий научный сотрудник Института украиноведения МОН Украины.
С 1989 года — член Центрального правления Всеукраинского общества «Просвита» имени Т. Г. Шевченко.

## Награды и премии
- заслуженный работник высшей школы УССР (1985)
- орден «За заслуги» III степени (1998)
- Государственный служащий I ранга (1994).
- Национальная премия Украины имени Тараса Шевченко (2006) — за публицистическую трилогию «По заколдованному кругу веков», «Если мы есть, то где?», «Зов сильного чина»
- премия имени А. Белецкого в области литературной критики (1996)
- премия имени И. Огиенко (1998)
- премия имени И. Багряного (2002)
- премия Международного фонда имени Т. Г. Шевченко (2003)
- премия имени Б. Гринченко (2004)
- премия имени Д. Нитченко (2004)